# Ray Nayler
Ray Nayler (ur. 5 czerwca 1976 w Alma) – kanadyjsko-amerykański pisarz. W swoich tekstach porusza tematy humanistyczne oraz zagadnienia związane ze sztuczną inteligencją i etyką zwierząt.

## Twórczość

### Powieści
- Góra pod morzem (ang. The Mountain in the Sea), 2022
- Ciosy zagłady (ang. The Tusks of Extinction), 2024
- Gdzie zakopano topór (ang. Where the Axe Is Buried), 2025

### Opowiadania
| Rok  | Tytuł                           | Pierwsza publikacja                      | Polskie wydanie                                          | Źródło        |
| ---- | ------------------------------- | ---------------------------------------- | -------------------------------------------------------- | ------------- |
| 2015 | Mutability                      | „Asimov's Science Fiction” 39 (6): 48–57 |                                                          |               |
| 2016 | Do Not Forget Me                | „Asimov's Science Fiction” 40 (3): 60–69 |                                                          |               |
| 2019 | Fire in the Bone                | Clarkesworld, numer 148                  |                                                          | [ 5 ]         |
| 2019 | Beyond the High Altar           | Nightmare, numer 84                      |                                                          | [ 6 ]         |
| 2019 | The Death of Fire Station 10    | Lightspeed, numer 113                    |                                                          | [ 7 ]         |
| 2020 | Albedo Season                   | Clarkesworld, numer 164                  |                                                          | [ 8 ]         |
| 2020 | The Swallows of the Storm       | Lightspeed, numer 122                    |                                                          | [ 9 ]         |
| 2020 | Outside of Omaha                | Nightmare, numer 96                      |                                                          | [ 10 ]        |
| 2021 | Sarcophagus                     | Clarkesworld, numer 175                  |                                                          | [ 11 ]        |
| 2021 | Yesterday's Wolf                | Clarkesworld, numer 180                  | Wilki wczorajszego dnia, „Nowa Fantastyka” 500 (05/2024) | [ 12 ] [ 13 ] |
| 2022 | The Summer Castle               | Nightmare, numer 113                     |                                                          | [ 14 ]        |
| 2022 | Rain of Days                    | Clarkesworld, numer 186                  |                                                          | [ 15 ]        |
| 2023 | The Job at the End of the World | Reactor                                  |                                                          | [ 16 ]        |